# 故障域
在计算中，故障域包含计算环境的物理或逻辑部分，当关键设备或服务遇到问题时，该部分会受到负面影响。换句话说，故障域是基础设施中可能发生故障的区域或组件。每一个域都有自己的风险和挑战，需要进行架构。
故障域的大小及其潜在影响取决于发生故障的设备或服务。例如，可能出现问题的路由器通常会比网络交换机产生更重要的故障域。较小的可以降低网络大面积中断的风险，并简化故障排除过程。
故障域内的冗余是帮助减轻故障风险的关键方法。例如，RAID等技术通过创建多个数据副本，有助于减轻驱动器故障的风险。复制（Replication）有助于减轻服务器或存储阵列故障的风险。